# Spissatus
Spissatus är en molnart som förkortas spi. Moln av arten spissatus har stor optisk täthet. Spissatus har tidigare kallats densus och nothus. Arten förekommer endast hos huvudmolnslaget cirrus. 

## Cirrus spissatus
Förkortning Ci spi. Cirrus spissatus har så stor optisk täthet att de ser gråa ut om man betraktar molnet mot solen. Solen kan helt försvinna bakom ett cirrus spissatus, vilket gör att man tro att molnet är ett lägre liggande moln. Cirrus spissatus härstammar ofta från övre delarna från ett cumulonimbus och kallas då för Cirrus spissatus cumulonimbogenitus.